# Маки-э

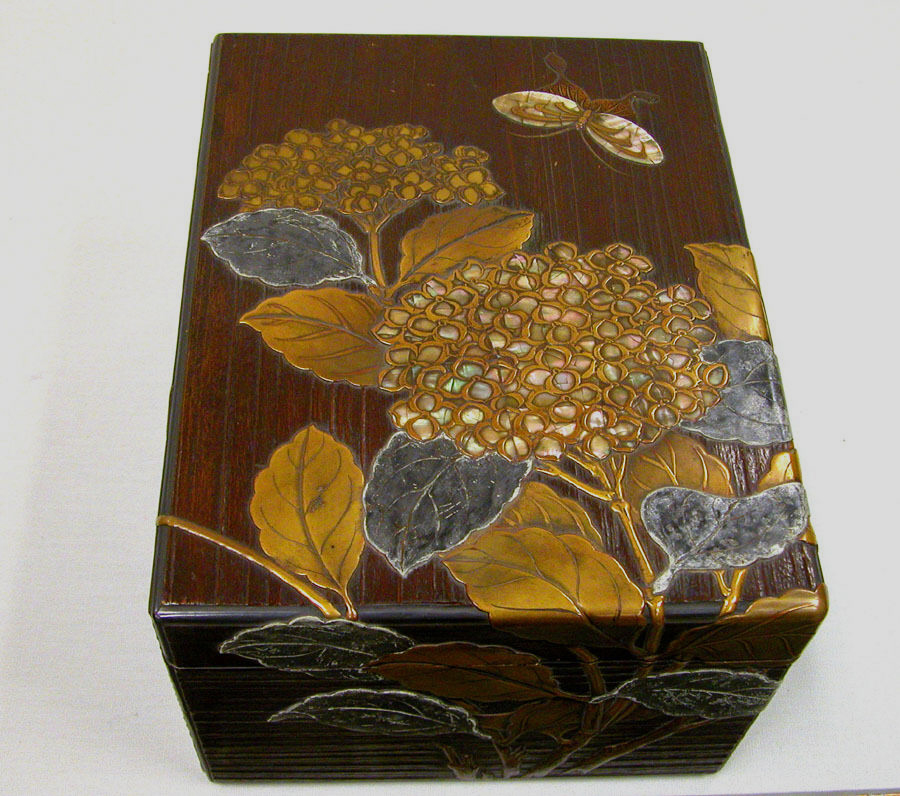
Шкатулка для документов авторства Нагаты Юдзи (Сэйсэйси)

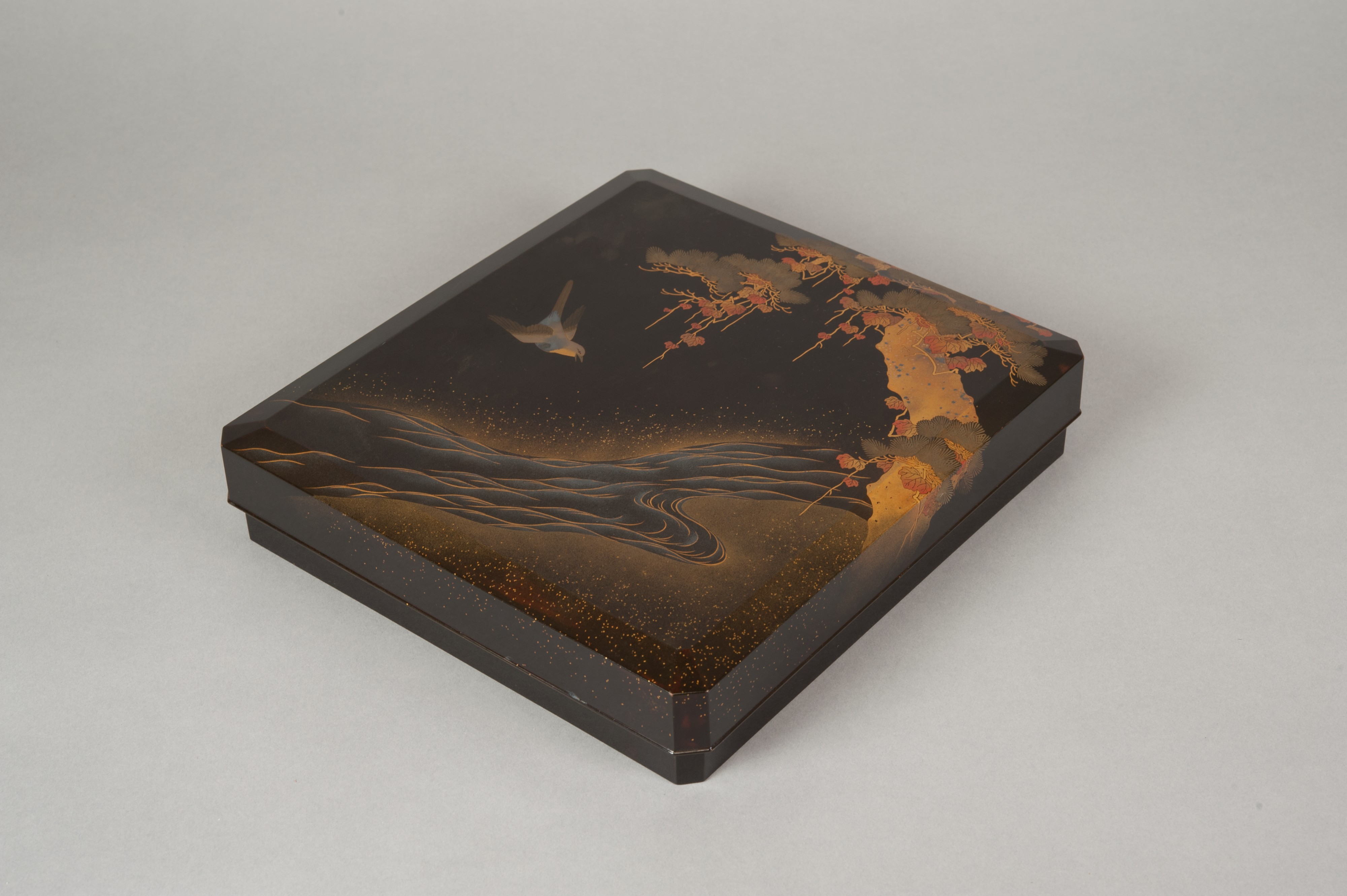
Судзури-бако в технике маки-э

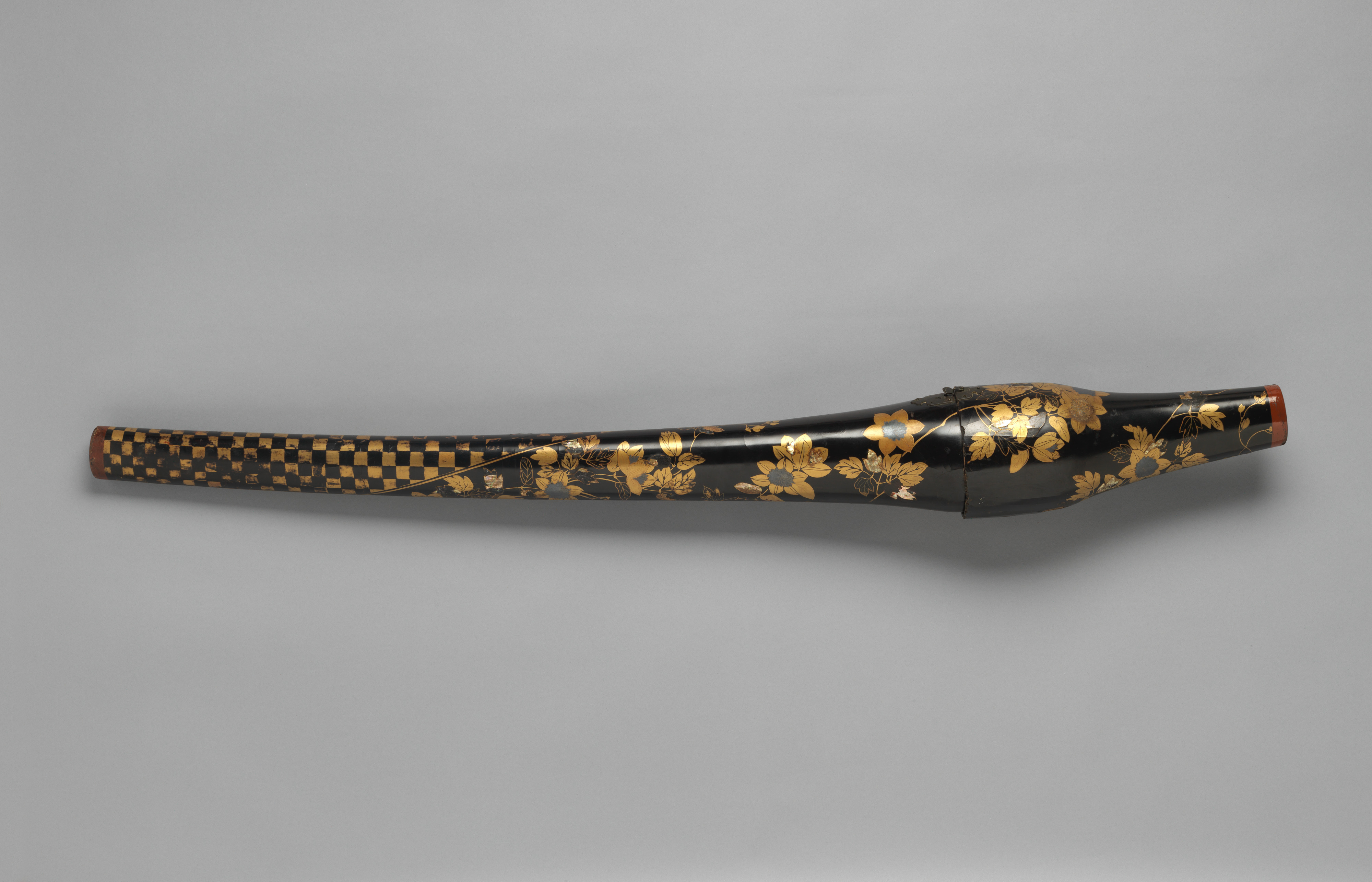
Ножны в технике маки-э

Маки-э (яп. 蒔絵, посыпанная картина) — направление в изобразительном искусстве Японии; лаковые изделия, украшенные при помощи посыпки золотого или серебряного порошка на невысохший лак. Для нанесения порошка используется бамбуковая трубка макизуцу или кисть кэбо. В настоящее время мастеров техники осталось очень мало. В Японии остались только две фабрики, производящие золотой порошок для маки-э, но при этом в настоящее время возросло разнообразие самих порошков, и художники могут выбрать из 20 порошков по степени помола золота.

## История
Методика была разработана главным образом в период Хэйан (794—1185) и расцвела в период Эдо (1603—1868). Изделия в технике маки-э изначально создавались как предметы домашнего обихода для дворян и предметы утвари буддистских и синтоистских храмов, они вскоре обрели широкую популярность и воспринимались членами императорской семьи и военачальниками как символ власти. Рост популярности маки-э привёл к появлению большого количества мастеров этой техники, особенно в городе Эдо.
Для создания разных цветов и текстур мастера маки-э использовали порошки, сделанные из различных металлов: золото, серебро, медь, латунь, свинец, алюминий, платина и олово, а также их сплавы. Бамбуковые трубки и мягкие кисти различных размеров использовались для укладки порошка и рисования тонких линий. Поскольку эта технология требует высококвалифицированного мастерства, молодые художники обычно проходили многолетнее обучение с целью развития необходимых навыков. 
Коами Дотё (1410—1478) был первым мастером маки-э, чьё авторство подтверждено для конкретных работ. В своих работах он часто использовал рисунки своих современников. Коами Дотё и другой мастер — Игараси Синсай — стали создателями двух крупных школ лаковых изделий в Японии. Нагата Юдзи был известным мастером Киото; он восхищался работами Огаты Корина, изучал его творчество и старался перенять его лучшие приёмы для своих работ. Нагата даже стал использовать псевдоним Сэйсэйси (обозначает «ребёнок или ученик Сэйсэя»; Сэйсэй — один из псевдонимов Огаты Корина).

## Виды маки-э
Такамаки-э (или «поднятая маки-э») является одной из трёх основных техник создания маки-э. Разработанная в период Муромати (1336—1573) техника такамаки подразумевает под собой создание изображения из смеси металлических порошков, лака и древесного угля или глинистой пыли для объёма, таким образом при такамаки-э получается рельефный рисунок.
Хирамаки-э («плоская маки-э») представляет собой смешивание лака с металлическими порошками и полировка полученного таким образом изделия для создания гладкой поверхности. Подвидом хирамаки-э является техника Кодайдзи маки-э, названная в честь одноимённого храма. В этой технике металлический порошок посыпается на лакированную чёрную поверхность с небольшой гравировкой рисунка, чтобы подчеркнуть контраст между цветами. При хирамаки-э получается совсем небольшой рельеф рисунка.
Третьим основным видом маки-э является тогидаси маки-э («сглаженная маки-э»); здесь чёрный лак без масла наносится поверх металлического рисунка в качестве дополнительного слоя. Для создания тогидаси маки-э требовалось множество слоёв лака, каждый из которых сох по 7 часов. В настоящее время многие технологии маки-э существенно упростились.
Радэн (ра обозначает «раковина», а дэн — «инкрустация») — маки-э с использованием инкрустированного перламутра; также для инкрустации может использоваться яичная скорлупа и различные полудрагоценные камни.
Сисиай маки-э — комбинация такамаки-э и тогидаси маки-э.